# Pascal Lance
Pascal Lance (Toul, 23 gennaio 1964) è un ex ciclista su strada francese.

## Palmarès

### Strada
- 1982 (Juniores, una vittoria)

Classifica generale Grand Prix Général Patton
- 1985 (Dilettanti, due vittorie)

Classifica generale Circuit des Mines
Grand Prix des Flandres françaises
- 1986 (Dilettanti, una vittoria)

Classifica generale Tour de Moselle
- 1987 (Dilettanti, due vittorie)

Grand Prix de France
Chrono des Herbiers
- 1988 (Dilettanti, cinque vittorie)

Flèche d'Or (Cronocoppie, con Jean-Michel Lance)
5ª tappa Circuit des Mines (Rombas > Rombas, cronometro)
Classifica generale Circuit des Mines
Grand Prix de France
Chrono des Herbiers
- 1989 (Toshiba, una vittoria)

4ª tappa Tour du Vaucluse (Avignone > Avignone)
- 1990 (Toshiba, una vittoria)

3ª tappa Vuelta a Andalucía (Salobreña > Almería)
- 1992 (Z, due vittorie)

6ª tappa Tour du Poitou-Charentes (Melle, cronometro)
Classifica generale Tour du Poitou-Charentes
- 1993 (Gan, due vittorie)

4ª tappa - parte b Circuit de la Sarthe (Allonnes > Le Mans)
3ª tappa - 1ª semitappa Route du Sud (Luz-Saint-Sauveur, cronometro)
- 1995 (Gan, tre vittorie)

3ª tappa Critérium International (Graulhet > Lauvaur, cronometro)
4ª tappa Circuit de la Sarthe (Écommoy, cronometro)
Prologo Regio-Tour (Emmendingen > Emmendingen)
- 1997 (BigMat-Auber 93, una vittoria)

9ª tappa Wyścig Solidarności i Olimpijczyków (Tuszyn > Tuszyn, cronometro)

#### Altri successi
- 1989 (Toshiba)

3ª tappa Parigi-Nizza (Vergèze, cronosquadre)
3ª tappa Tour de l'Avenir (Charleville-Mézières > Sedan, cronosquadre)
- 1991 (Toshiba)

2ª tappa Parigi-Nizza (Nevers, cronosquadre)
1ª tappa - parte b Cronostaffetta (Cepagatti, con Laurent Bezault, Sébastien Flicher, Hans Kindberg e Tony Rominger)
Classifica generale Cronostaffetta (con Laurent Bezault, Sébastien Flicher, Hans Kindberg e Tony Rominger)
- 1993 (Gan)

3ª tappa Tour de l'Ain
5ª tappa Tour de l'Ain
- 1994 (Gan)

Chrono des Herbiers
- 1995 (Gan)

Chrono des Herbiers

## Piazzamenti

### Grandi Giri
- Giro d'Italia

1992: 107º
- Tour de France

1990: 51º
1991: 99º
1993: 68º
1995: fuori tempo massimo (9ª tappa)
1997: fuori tempo massimo (14ª tappa)
- Vuelta a España

1990: 68º
1995: ritirato (16ª tappa)

### Classiche monumento
- Milano-Sanremo

1992: 143º
- Liegi-Bastogne-Liegi

1989: 72º

### Competizioni mondiali
- Campionati del mondo

Colorado Rapids 1986 - In linea Dilettanti: 39º
Duitama 1995 - Cronometro Elite: 35º
- Giochi olimpici

Seul 1988 - Cronosquadre: 4º